# Jüdische Gemeinde Königsberg
Die Jüdische Gemeinde Königsberg in der ostpreußischen Stadt Königsberg entstand zu Beginn des 18. Jahrhunderts. Nach der Gründung des Deutschen Kaiserreiches erlebte sie eine Blütezeit und war nach der Berliner und der Breslauer die drittgrößte jüdische Gemeinde in Preußen. In der Zeit des Nationalsozialismus wurde sie vernichtet, in der Sowjetunion unterdrückt.

## Geschichte der jüdischen Gemeinde
Um 1540 sind zwei jüdische Ärzte (Isaak May und Michel Abraham) in den drei Städten Königsberg nachgewiesen; doch erst in der zweiten Hälfte des 17. Jahrhunderts begannen jüdische Kaufleute aus Litauen und Polen, die Königsberger Messen zu besuchen. 1680 wurde ihnen die Eröffnung eines Gebetsraums während der Messen gestattet. Eine richtige jüdische Gemeinde entstand erst ab etwa 1700, und König Friedrich I. gestattete den Königsberger Juden 1703, eine Chewra Kadischa (Beerdigungsbruderschaft) zu gründen (die später auch ein eigenes Krankenhaus unterhielt) und den jüdischen Friedhof anzulegen, der 1704 eingeweiht wurde. Doch ließ der König die jüdische Gemeinde auch streng beobachten: So war es von 1703 bis 1778 vorgeschrieben, dass dem Gottesdienst in der Synagoge ein Professor für orientalische Sprachen als Aufseher beizuwohnen hatte. Der letzte dieser Synagogeninspektoren war der Professor für Philosophie und Theologie Georg David Kypke, in dessen Haus auch Immanuel Kant vorübergehend Vorlesungen hielt.
Eine führende Rolle unter den Königsberger Juden hatte die Familie Friedländer, die seit 1718 in Königsberg lebte; ein prominentes Mitglied dieser Familie war David Friedländer. 1756 fand die Einweihung der ersten Synagoge in der Vorstadt statt, wobei damals in Königsberg 300 Gemeindemitglieder lebten. In den folgenden Jahrzehnten wuchs deren Zahl durch zahlreiche Immigranten aus Russland. Seit dem 18. Jahrhundert gab es an der Albertus-Universität jüdische Studenten, darunter Marcus Herz, der Medizin und bei Immanuel Kant Philosophie studierte. 1800 lebten in Königsberg 900 jüdische Gemeindemitglieder, 1817 waren es 1027. Die erste Vorstadtsynagoge brannte 1811 ab; daraufhin wurde 1815 eine neue Synagoge in der Synagogenstraße erbaut.
Im Vormärz veröffentlichte Johann Jacoby einen Aufruf zur Emanzipation der Juden. 1871 lebten in Königsberg 4000 Juden, was einen Anteil von 3,5 % der Bürger Königsbergs ausmachte. 1880 gab es bereits 5000 Königsberger Bürger jüdischen Glaubens.
Bedeutende Königsberger Juden waren die Bankiers Marcus Warschauer (1777–1835), der in die Bankiersfamilie Oppenheim in Königsberg einheiratete, sowie Samuel Simon und Moritz Simon, die 1839 das Bankhaus Simon gründeten.
Von 1879 bis zu seinem Tod 1920 amtierte Eduard Birnbaum als Chasan (Kantor) der jüdischen Gemeinde. Zu Beginn des 20. Jahrhunderts wirkten an der Königsberger Universität bedeutende jüdische Ärzte, darunter Ludwig Lichtheim, Kurt Goldstein, Julius Schreiber, Max Jaffé und Alfred Ellinger. Vor 1914 lebten 13.000 Juden in Ostpreußen und in Königsberg.
Es gab eine grundlegende Spaltung der Juden in die deutsch-nationalen Mitglieder des Central-Vereins deutscher Staatsbürger jüdischen Glaubens und in die Anhänger des Zionismus. 1917 dienten 820 Königsberger Juden in der Preußischen Armee, davon 80 als Kriegsfreiwillige. 102 von ihnen erhielten das Eiserne Kreuz 2. Klasse, fünfzehn das Eiserne Kreuz 1. Klasse. Der Anteil der sog. Ostjuden (Nathan Birnbaum) betrug etwa 25 %.
Ab 1924 (dem Jahr der Königsberger Kant-Feier) gab die Gemeinde das Königsberger Jüdische Gemeindeblatt als Monatsschrift heraus. In der Zeit des Nationalsozialismus wurden die Juden entrechtet, enteignet und drangsaliert. Daher wanderten viele Juden aus. Die jüdische Bevölkerung sank von 3200 im Jahre 1933 auf 2100 im Jahre 1938. Nach dem 9. November 1938 konnten noch 500 Gemeindemitglieder die Stadt Königsberg verlassen. Im Oktober 1941 gelang Hugo Falkenheim als letztem Königsberger Juden die Flucht. Die übrigen Königsberger Juden wurden ermordet. Vom Güterbahnhof des Königsberger Nordbahnhofs fuhr am 24. Juni 1942 ein Zug nach Minsk mit deportierten Königsberger Juden, die in den Gruben bei Maly Trostinez ermordet wurden. 763 Königsberger Juden wurden nach Theresienstadt deportiert, von denen 59 bei der Befreiung des Lagers noch am Leben waren. Zu Beginn des Jahres 1944 lebten noch 60 jüdische Familien in der Stadt. Die wenigen Juden, die nach dem Zweiten Weltkrieg noch in Königsberg geblieben waren, wurden 1948 von den Sowjets zusammen mit den Deutschen vertrieben. Einer der letzten bedeutenden Abkömmlinge der Jüdischen Gemeinde Königsberg war Immanuel Jakobovits (1921–1999), der von 1967 bis 1991 als Oberrabbiner von Großbritannien amtierte.

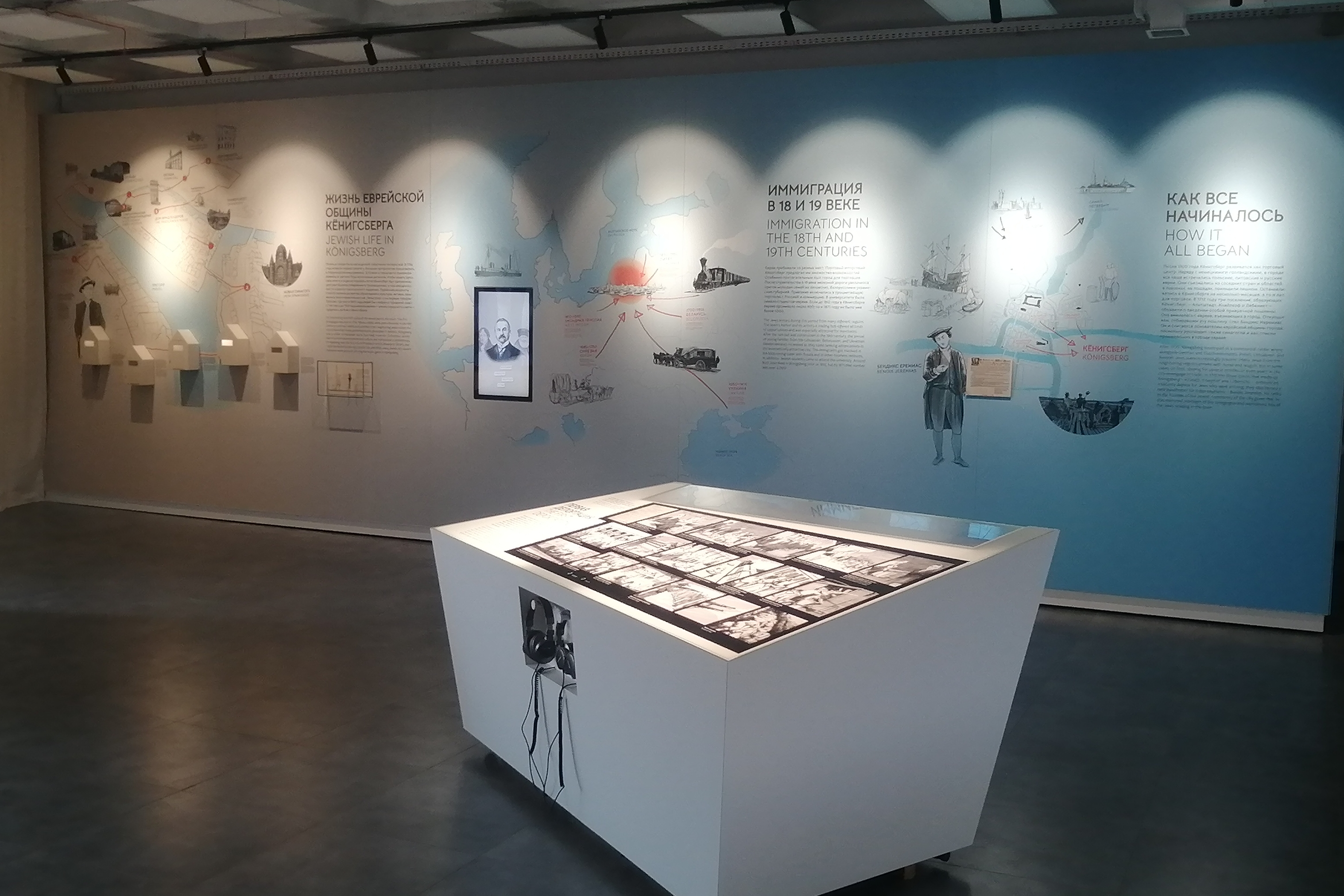
Ausstellung zur Geschichte der Juden in Königsberg

Neben dem erhaltenen ehemaligen Jüdischen Waisenhaus an der Honigbrücke und dem umzäunten jüdischen Friedhof im Osten der Stadt erinnert seit September 2022 eine Dauerausstellung in der wiederaufgebauten Neuen Synagoge an die Geschichte der Juden in Königsberg, die für die Öffentlichkeit geöffnet ist. Thematisiert werden die jüdische Zuwanderung, jüdische Orte in Königsberg und aus der letzten Phase zwischen 1935 und 1945 die Jüdische Schule, Deportation, Zwangsarbeit und Ermordung.

## Bevölkerungsanteil
| Jahr | Jüdische Bevölkerung | Jüdische Bevölkerung |
| Jahr | absolut              | relativ              |
| ---- | -------------------- | -------------------- |
| 1700 | ca. 50               | 0,1 %                |
| 1712 | 150                  | -                    |
| 1725 | 75                   | -                    |
| 1735 | 120                  | -                    |
| 1756 | 307                  | 0,6 %                |
| 1798 | 855                  | 1,6 %                |
| 1802 | 891                  | 1,6 %                |
| 1810 | 653                  | 1,2 %                |
| 1820 | 1108                 | 1,8 %                |
| 1831 | 1267                 | 2,0 %                |
| 1840 | 1522                 | 2,3 %                |
| 1852 | 2044                 | 2,7 %                |
| 1861 | 2572                 | 3,0 %                |
| 1864 | 3024                 | 3,2 %                |
| 1890 | 4008                 | 2,5 %                |
| 1925 | 4049                 | 1,4 %                |
| 1933 | 3170                 | 1,0 %                |
| 1939 | 1566                 | 0,4 %                |

## Bedeutende Königsberger Juden

### Rabbiner
- Solomon Fürst (von 1707 bis 1722)
- Aryeh (Löb) Epstein ben Mordechai (von 1745 bis 1775)
- Samuel Wigdor (von 1777 bis 1784)
- Samson ben Mordechai (von 1784 bis 1794)
- Joshua Bär Herzfeld (von 1800 bis 1814)
- Wolff Laseron (von 1824 bis 1828)
- Jacob Hirsch Mecklenburg (von 1831 bis 1865)
- Isaac Bamberger (1834–1896)[5]
- Hermann Vogelstein (von 1897)
- Reinhold Lewin (* 1888, gest. 1943 deportiert, amtierte von 1921 bis 1938); Lewin gewann 1910 das Preisausschreiben der Universität Breslau über Luthers Stellung zu den Juden.[2]
- Felix Perles

### Andere (z.T. konvertiert)
- Max Arendt
- Rafael Artzy, Mathematiker
- Moritz Becker
- Max Brode, Musiker
- Arthur Cohn
- Fritz Cohn
- Nechama Drober
- Isaac Euchel
- Hugo Falkenheim
- Ferdinand Falkson
- Ludwig Friedländer
- Max Fürst
- Ludwig Goldstein
- Marcus Herz
- Walter Heymann, Schriftsteller
- Werner Richard Heymann, Komponist
- Carl Gustav Jacob Jacobi
- Johann Jacoby
- Yoram Jacoby
- Felix Japha
- Fritz Jessner
- Leopold Jessner
- Raphael Kosch
- Georg David Kypke
- Ludwig Leo, Reeder
- Fanny Lewald
- Ludwig Lichtheim
- Fritz Litten
- Abraham Mapu
- George Marx (Bankier)
- Siegfried Michelly
- Hermann Minkowski
- Levin Joseph Saalschütz
- Daniel Sambursky, Komponist
- Shmuel Sambursky, Physiker
- Adolf Samter, Zeitungsverleger[6]
- Oskar Samter, Chirurg.
- Walter Simon, Bankier
- Eduard von Simson
- Moses Smoira
- Heinrich Spiero
- Paul Stettiner
- Marcus Warschauer, Bankier

## Jüdische Gemeinde Kaliningrad
Nach dem Zusammenbruch der Sowjetunion gründete sich die neue Jüdische Gemeinde Kaliningrad, die sich nach eigenem Selbstverständnis in der liberalen Tradition ihrer ostpreußischen Vorgängerin sieht. Im heutigen Kaliningrad haben die Juden keinen leichten Stand. Viele wollen nach Israel, Deutschland oder in die USA auswandern.
Im Jahre 2011 wurde am Standort der 1896 errichteten und 1938 zerstörten Hauptsynagoge Königsbergs der Grundstein für eine neue Synagoge gelegt. Sie entspricht auch in der äußeren Form dem Vorgängerbau. Ihr Bau wurde nicht zuletzt durch die Stiftung zum Bau der Synagoge in der Stadt Königsberg und die Beiträge des Berliner Vereins Juden in Ostpreußen ermöglicht. Am 8. November 2018 wurde die Synagoge von Russlands Oberrabbiner Berel Lazar feierlich eröffnet.